# Guillem de Baden-Baden
Guillem de Baden-Baden (en alemany Wilhelm von Baden) va néixer a Baden-Baden el 30 de juliol de 1593 i va morir a la mateixa ciutat el 22 de maig de 1677. Era un noble alemany fill del marcgravi Eduard (1565-1600) i de la baronessa Maria d'Eicken (1569-1636).
Durant la seva carrera militar i política, assolí el grau de general del Sacre Imperi Romanogermànic i Jutge de Cambra a Espira, guanyant-se així el sobrenom de Wilhelm der Kammerrichter (Guillem el Jutge). A més va ser nomenat cavaller de l'Orde del Toisó d'Or.
En morir el seu pare el 1600, Jordi Frederic I de Baden-Durlach exercí la regència de tots els seus béns fins a la seva majoria d'edat. De fet, el títol de marcgravi de Baden-Baden havia estat venut anteriorment pel seu pare, a canvi d'una important suma de diners, però recuperat després per Ernest Frederic I de Baden-Durlach, germà de Jordi Frederic, que en morir sense descendència passà definitivament a mans de Guillem.
Va ser un període difícil per a Guillem, ja que el 1618 esclatà la Guerra dels Trenta Anys, que assolà profundament la regió. I en mig d'una molt precària situació econòmica s'esdevingué una terrible epidèmia de pesta entre els anys 1626 i 1631, en la qual van morir unes 244.000 persones entre Baden-Baden, Steinbach i Bühl.
El 1631 Guillem va reprendre les negociacions amb el general suec, el comte Gustau Horn, que acabaren amb la signatura de la Pau de Praga el 1635 i la Pau de Westfàlia el 1648. Durant el regnat de Guillem, es produí també una de les pitjors persecucions de bruixes a Baden. Entre 1626 i 1631, 244 persones, la majoria dones van ser acusades de bruixeria i 231 van ser executades.
A la seva mort el 1677 el va succeir el seu net Lluís Guillem I de Baden-Baden, fill de Ferran Maximilià.

## Matrimoni i fills
El 13 d'octubre de 1624 es va casar amb la princesa Caterina Úrsula de Hohenzollern-Hechingen (1610-1640), filla del príncep Joan Jordi de Hohenzollern-Hechingen (1577-1623) i de Francesca de Salm-Neufville (1580-1619). D'aquest matrimoni en nasqueren:
- Ferran Maximilià (1625-1669), casat amb Lluïsa Cristina de Savoia-Carignan (1627-1689).
- Leopold Guillem (1626-1671).
- Felip Segimon (1627-1647).
- Guillem Cristòfol (1628-1652).
- Germà (1628-1691).
- Bernat (1629-1648).
- Elisabet Eugènia (1630-1632).
- Caterina Francesca (1631-1691).
- Clàudia (1633).
- Enriqueta (1634).
- Ana (1634-1708).
- Maria, nascuda i morta el (1636).
- Francesc, nascut i mort el (1637).
- Maria Juliana, nascuda i morta el (1638).

Havent enviudat, Guillem es tornà a casar el 1650 amb la comtessa Maria Magdalena d'Oettingen (1619-1688), filla del comte Ernest d'Oettingen-Baldern (1584-1626) i de Caterina d'Helfenstein-Wiesensteig (1589-1638). D'aquest segon matrimoni en nasqueren:
- Eva (1651-?)
- Felip Francesc (1652-1655).
- Maria Anna (1655-1702), casada amb el príncep Ferran August de Lobkowicz (1655-1715).
- Carles Bernat (1657-1678).
- Maria (1658-?)